# Course en ligne féminine aux championnats du monde de cyclisme sur route 1998
Navigation
1997 1999
La course en ligne féminine aux championnats du monde de cyclisme sur route 1998 a lieu le 10 octobre 1998 à Fauquemont-sur-Gueule aux Pays-Bas. Elle est remportée par la Lituanienne Diana Žiliūtė  .

## Classement
|                                    | Coureuse                  | Pays        |    | Temps           |
| ---------------------------------- | ------------------------- | ----------- | -- | --------------- |
| Médaille d'or, Coupe du Monde      | Diana Žiliūtė             | Lituanie    | en | 2 h 35 min 35 s |
| Médaille d'argent, Coupe du Monde  | Leontien van Moorsel      | Pays-Bas    | +  |                 |
| Médaille de bronze, Coupe du Monde | Hanka Kupfernagel         | Allemagne   |    |                 |
| 4                                  | Rasa Polikevičiūtė        | Lituanie    |    |                 |
| 5                                  | Alessandra Cappellotto    | Italie      |    |                 |
| 6                                  | Svetlana Guiguileva       | Ukraine     |    |                 |
| 7                                  | Linda Jackson             | Canada      |    |                 |
| 8                                  | Gunn-Rita Dahle Flesjå    | Norvège     |    |                 |
| 9                                  | Jeannie Longo-Ciprelli    | France      |    | 1 s             |
| 10                                 | Anna Wilson               | Australie   |    | 46 s            |
| 11                                 | Zita Urbonaitė            | Lituanie    |    | 46 s            |
| 12                                 | Yvonne Schnorf            | Suisse      |    | 46 s            |
| 13                                 | Alison Sydor              | Canada      |    | 46 s            |
| 14                                 | Jolanta Polikevičiūtė     | Lituanie    |    | 46 s            |
| 15                                 | Edita Pučinskaitė         | Lituanie    |    | 46 s            |
| 16                                 | Catherine Marsal          | France      |    | 46 s            |
| 17                                 | Susanne Ljungskog         | Suède       |    | 46 s            |
| 18                                 | Heidi Van De Vijver       | Belgique    |    | 46 s            |
| 19                                 | Élisabeth Chevanne-Brunel | France      |    | 46 s            |
| 20                                 | Fabiana Luperini          | Italie      |    | 46 s            |
| 21                                 | Zulfiya Zabirova          | Russie      |    | 49 s            |
| 22                                 | Monica Valen              | Norvège     |    | 2 min 7 s       |
| 23                                 | Zinaida Stahurskaia       | Biélorussie |    | 2 min 7 s       |
| 24                                 | Marcia Eicher-Vouets      | Suisse      |    | 2 min 7 s       |
| 25                                 | Bogumiła Matusiak         | Suisse      |    | 2 min 7 s       |
| 26                                 | Mirjam Melchers           | Pays-Bas    |    | 2 min 7 s       |
| 27                                 | Deirdre Demet-Barry       | États-Unis  |    | 2 min 7 s       |
| 28                                 | Judith Arndt              | Allemagne   |    | 2 min 7 s       |
| 29                                 | Yvonne McGregor           | Royaume-Uni |    | 2 min 7 s       |
| 30                                 | Rosa Bravo                | Espagne     |    | 2 min 7 s       |
| 31                                 | Ingunn Bollerud           | Norvège     |    | 2 min 7 s       |
| 32                                 | Tracey Gaudry             | Australie   |    | 2 min 7 s       |
| 33                                 | Géraldine Loewenguth      | France      |    | 2 min 7 s       |
| 34                                 | Tatyana Kaverina          | Russie      |    | 2 min 7 s       |
| 35                                 | Wenche Stensvold          | Norvège     |    | 2 min 7 s       |
| 36                                 | Valeria Cappellotto       | Italie      |    | 2 min 8 s       |
| 37                                 | Leigh Hobson              | Canada      |    | 2 min 8 s       |
| 38                                 | Ragnhild Kostøl           | Norvège     |    | 2 min 8 s       |
| 39                                 | Lucille Hunkeler          | Suisse      |    | 2 min 8 s       |
| 40                                 | Svetlana Stepanova        | Russie      |    | 2 min 8 s       |
| 41                                 | Fany Lecourtois           | France      |    | 2 min 8 s       |
| 42                                 | Cindy Pieters             | Belgique    |    | 2 min 8 s       |

|                      | Coureuse              | Pays             |  | Temps       |
| -------------------- | --------------------- | ---------------- |  | ----------- |
| Autres compétitrices |                       |                  |  |             |
| 44                   | Severine Desbouys     | France           |  | 2 min 11 s  |
| 46                   | Mari Holden           | États-Unis       |  | 2 min 54 s  |
| 47                   | Roberta Bonanomi      | Italie           |  | 2 min 55 s  |
| 48                   | Elsbeth van Rooy-Vink | Pays-Bas         |  | 2 min 55 s  |
| 49                   | Daniela Veronesi      | Saint-Marin      |  | 3 min 3 s   |
| 50                   | Sara Felloni          | Italie           |  | 3 min 46 s  |
| 51                   | Barbara Heeb          | Suisse           |  | 4 min 8 s   |
| 52                   | Nicole Brändli        | Suisse           |  | 4 min 8 s   |
| 53                   | Chantal Beltman       | Pays-Bas         |  | 4 min 17 s  |
| 54                   | Sanna Lehtimäki       | Finlande         |  | 4 min 17 s  |
| 55                   | Julie Young           | États-Unis       |  | 4 min 17 s  |
| 56                   | Tamara Poliakova      | Ukraine          |  | 5 min 11 s  |
| 57                   | Kerstin Scheitle      | Allemagne        |  | 6 min 53 s  |
| 60                   | Petra Rossner         | Allemagne        |  | 6 min 54 s  |
| 63                   | Marie Höljer          | Suède            |  | 12 min 6 s  |
| 64                   | Pia Sundstedt         | Finlande         |  | 12 min 7 s  |
| 65                   | Anke Erlank           | Afrique du Sud   |  | 12 min 7 s  |
| 66                   | Julia Martisova       | Russie           |  | 12 min 7 s  |
| 72                   | Lisbeth Simper        | Danemark         |  | 12 min 40 s |
| 73                   | Sarah Ulmer           | Nouvelle-Zélande |  | 13 min 47 s |
| 75                   | Yvonne Brunen         | Pays-Bas         |  | 15 min 23 s |
| 77                   | Joanna Lawn           | Nouvelle-Zélande |  | 15 min 23 s |
| 78                   | Elizabeth Tadich      | Australie        |  | 15 min 23 s |
| 83                   | Pamela Schuster       | États-Unis       |  | 17 min 20 s |
| 85                   | Małgorzata Wysocka    | Pologne          |  | 23 min 16 s |
| 91                   | Elena Barillova       | Slovaquie        |  | 23 min 16 s |
| 93                   | Rikke Sandhøj         | Danemark         |  | 23 min 23 s |
| 94                   | Lada Kozlíková        | Tchéquie         |  | 31 min 54 s |